# Santibáñez el Alto
Santibánez el Alto este un oraș din Spania, situat în provincia Cáceres din comunitatea autonomă Extremadura. Are o populație de 458 de locuitori (2007) și o suprafață de 99,07 km².
1. ↑  Nomenclátor Geográfico de Municipios y Entidades de Población (20240402 edition)
2. ↑   https://www.psoecaceres.com/es/actualidad/ruben-francisco/ Lipsește sau este vid: |title= (ajutor)